# Patrick Neill, Baron Neill of Bladen
Francis Patrick Neill, Baron Neill of Bladen QC (* 8. August 1926 in London; † 28. Mai 2016) war ein britischer Jurist, der von 1997 bis 2016 Mitglied des House of Lords war.

## Leben

### Militärdienst, Studium und Rechtsanwalt
Neill begann 1944 während des Zweiten Weltkrieges seinen Militärdienst bei der Rifle Brigade und begann nach Ende seiner Dienstzeit 1947 ein Studium der Rechtswissenschaften am All Souls College der University of Oxford.
Nach Abschluss des Studiums erhielt er 1951 seine anwaltliche Zulassung bei der Anwaltskammer von Gray’s Inn und war anschließend als Rechtsanwalt tätig. Aufgrund seiner anwaltlichen Verdienste wurde ihm 1966 der Titel eines Kronanwalts verliehen und er war zudem zwischen 1967 und 1971 Mitglied des Anwaltsrates.
Neill, der 1971 Bencher der Anwaltskammer von Gray’s Inn wurde, war zwischen 1972 und 1974 erst Vize-Aufseher (Sub-Warden) des All Souls College und danach bis 1975 Vorsitzender des Anwaltsrates (Bar Council). Zugleich war er von 1974 bis 1975 Vorsitzender des Senats der im Inns of Court vereinigten vier Anwaltskammern.

### Richter und Oberhausmitglied
1977 erfolgte seine Berufung zum Richter an dem für die Kanalinseln Jersey und Guernsey zuständigen Appellationsgericht (Court of Appeal). Er übte diese Richtertätigkeit bis 1994 aus. Während dieser Zeit war er zudem von 1977 bis 1995 Aufseher (Warden) des All Souls College sowie zwischen 1978 und 1983 Vorsitzender des Presserates. Darüber hinaus wirkte er von 1978 bis 1985 als erster Vorsitzender des Rates der Wertpapierbranche sowie ferner von 1978 bis 1987 als Mitglied des Überprüfungskommission des All Souls College für Verwaltungsrecht.
Neill, der 1983 zum Knight Bachelor geschlagen wurde, war dann zwischen 1985 und 1989 Vize-Kanzler der University of Oxford und in dieser Funktion darüber hinaus von 1987 bis 1990 Vizevorsitzender des Komitees der Vizekanzler und Rektoren der Universitäten des Vereinigten Königreichs. Während dieser Zeit war er des Weiteren zwischen 1986 und 1987 Vorsitzender der vom Ministerium für Handel und Industrie eingesetzten Kommission zur Untersuchung der Regularien beim Versicherer Lloyd’s of London und 1989 Vize-Schatzmeister der Anwaltskammer Gray’s Inn, deren Schatzmeister er anschließend bis 1990 war.
Aufgrund seiner jahrzehntelangen Verdienste als Anwalt, Richter und Anwaltsfunktionär wurde er durch ein Letters Patent vom 28. November 1997 als Baron Neill of Bladen, of Briantspuddle in the County of Dorset, zum Life Peer erhoben. Am 13. Januar 1998 folgte seine Einführung als Mitglied des House of Lords. Am 18. Mai 2016 – zehn Tage vor seinem Tod – schied Neill of Bladen gemäß den Regelungen des House of Lords Reform Act 2014 wegen Nichtanwesenheit in einem Zeitraum von mehr als sechs Monaten aus dem House of Lords aus.
Lord Neill, der seit 1997 Aufseher (Visitor) der University of Buckingham war, war ferner von 1997 bis 2001 Vorsitzender des Ausschusses für Standards im öffentlichen Leben (Committee on Standards in Public Life), einem unabhängigen Gremium zur Beratung der britischen Regierung.
Sein Schwiegersohn ist Sir Christopher Geidt, der seit 2007 Privatsekretär von Königin Elisabeth II. ist.